# Brenda Laurel

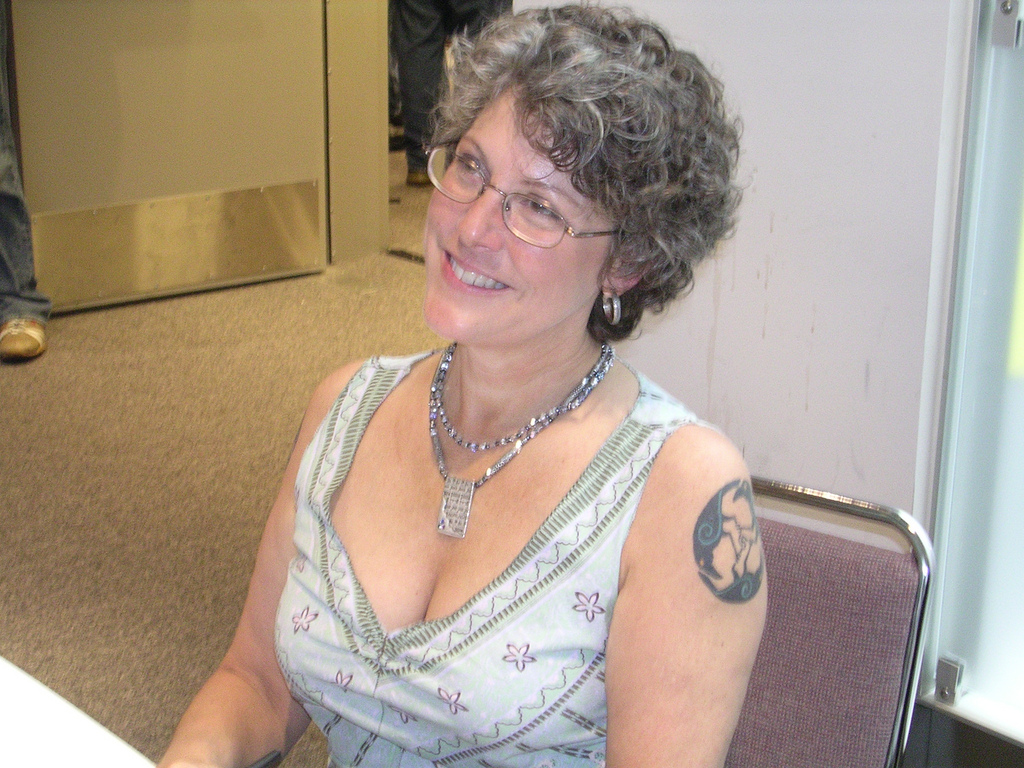
Brenda Laurel

Brenda Laurel (* 20. November 1950 in Columbus (Ohio)) ist eine US-amerikanische Informatikerin, Computerspieledesignerin und Professorin für Informatik.

## Leben und Werk
Laurel erwarb 1972 den Bachelor of Arts an der DePauw University in Indiana, 1975 den Masterabschluss in Fine Arts und promovierte 1986 an der Ohio State University in Theaterwissenschaften. Bereits 1977 entwickelte sie Lernprogramme und interaktive Märchen für Kinder bei der Software-Firma CyberSpace. 1980 wechselte sie an das Atari Systems Research Laboratory. Sie arbeitete bis Anfang der 90er Jahre als Programmiererin, Interface-Designerin, Softwareentwicklerin und Beraterin für amerikanische Firmen wie zum Beispiel Apple, Citibank, Fujitsu Labs, Sony Pictures und Paramount New Media.
1990 war sie Mitbegründerin von Telepresence Research, Inc. mit den Schwerpunkten auf virtueller Realität und Remote-Präsenz. 1993 war sie Mitgestalterin und Leiterin des Placeholder Virtual Reality-Projekts am Banff Centre for Arts and Creativity, welches von der Interval Research Corporation unterstützt wurde. Von 1992 bis 1996 forschte sie als wissenschaftliche Mitarbeiterin zu Gender und Technologie bei der Interval Research in Palo Alto. 1993 realisierte sie mit ihrer Kollegin Rachel Strickland das Virtual Reality-Projekt Placeholder, eine virtuelle Erlebniswelt, für die der kanadische Banff-Nationalpark als topographisches Vorbild diente. 1996 gründete sie basierend auf ihren Forschungen Purple Moon, um interaktive Medien für Mädchen zu erstellen. 2000 wurde diese Firma von Mattel aufgekauft. Von 2001 bis 2006 entwarf und leitete sie das Absolventenprogramm für Mediendesign am Art Center College of Design in Pasadena. Sie arbeitete von 2005 bis 2006 bei Sun Microsystems Labs, wo sie Mitautorin eines Patents für eine neue Benutzeroberfläche für Kabelfernsehen und Film war.
Von 2006 bis 2012 war sie Professorin und Gründungsvorsitzende des Graduiertenprogramms für Design am California College of Arts. Sie arbeitete insgesamt 15 Jahre als Professorin und schrieb mehrere Bücher. Derzeit ist sie im Ruhestand, ist aber immer noch in verschiedenen gemeinnützigen Gremien tätig.

## Auszeichnungen
- 1998:  Award for Leading Women in Animation
- 1999: World of Today and Tomorrow Award
- Ende der 90er Jahre: Gruppe der 25 Most Influential Working Women und Top 25 Women on the Web

## Veröffentlichungen (Auswahl)
- 1990: The Art of Human-Computer Interface Design, Addison-Wesley, ISBN 0-201-51797-3
- 1991: Computers as Theatre, Addison-Wesley, ISBN 0-201-55060-1
- 2001: Utopian Entrepreneur, ISBN 0-262-62153-3
- 2004: Design Research: Methods and Perspectives, MIT Press, ISBN 0-262-12263-4
- 2013: Computers as Theatre (2nd Edition), Addison-Wesley Professional, ISBN 0-321-91862-2